# Augur

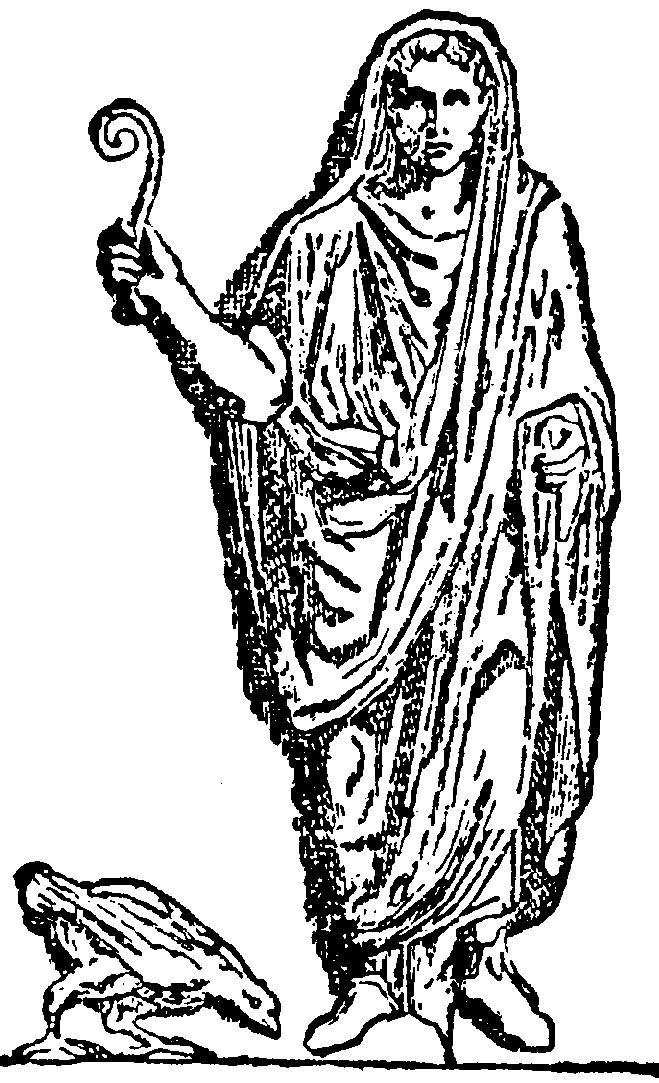
Augur mit Krummstab, Abbildung aus dem Nordisk familjebok.

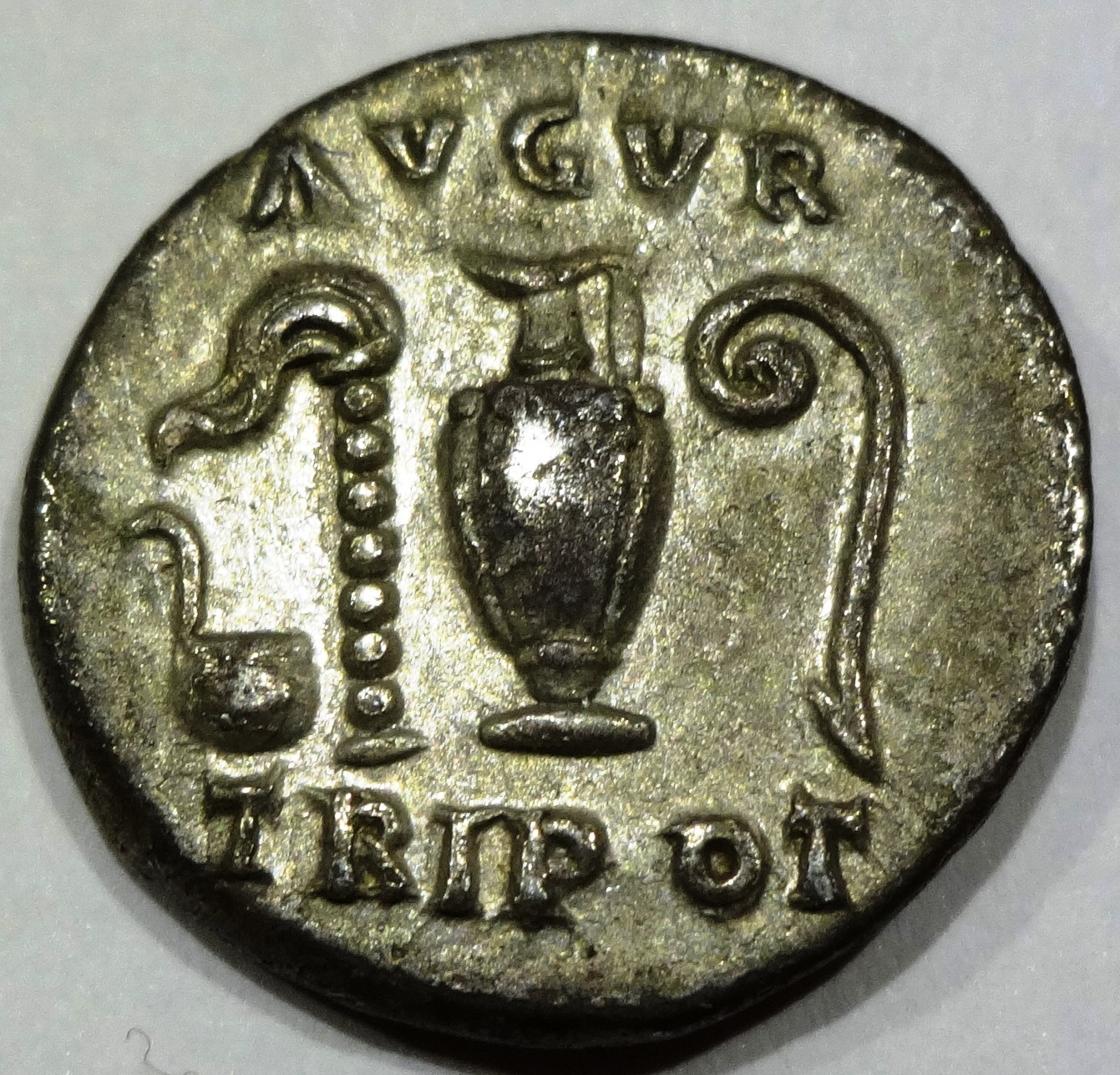
Rückseite eines Denars des Kaisers Vespasian mit dem Titel AVGVR, dem Hinweis auf die Tribunizische Gewalt (TRI[BUNICIA] POT[ESTAS]) des Kaisers und priesterlichen Geräten; geprägt zwischen 71 und 73.

Ein Augur war ein römischer Beamter, der zu ergründen hatte, ob ein vom Staat oder von einem pater familias (Familienoberhaupt) geplantes Unternehmen den Göttern genehm sei. Er verkündete den Götterwillen, den er beim augurium aus dem Flug und dem Geschrei der Vögel und anderer Tiere las (Auspizien, von lateinisch auspicium „Vogelschau“).

## Merkmale

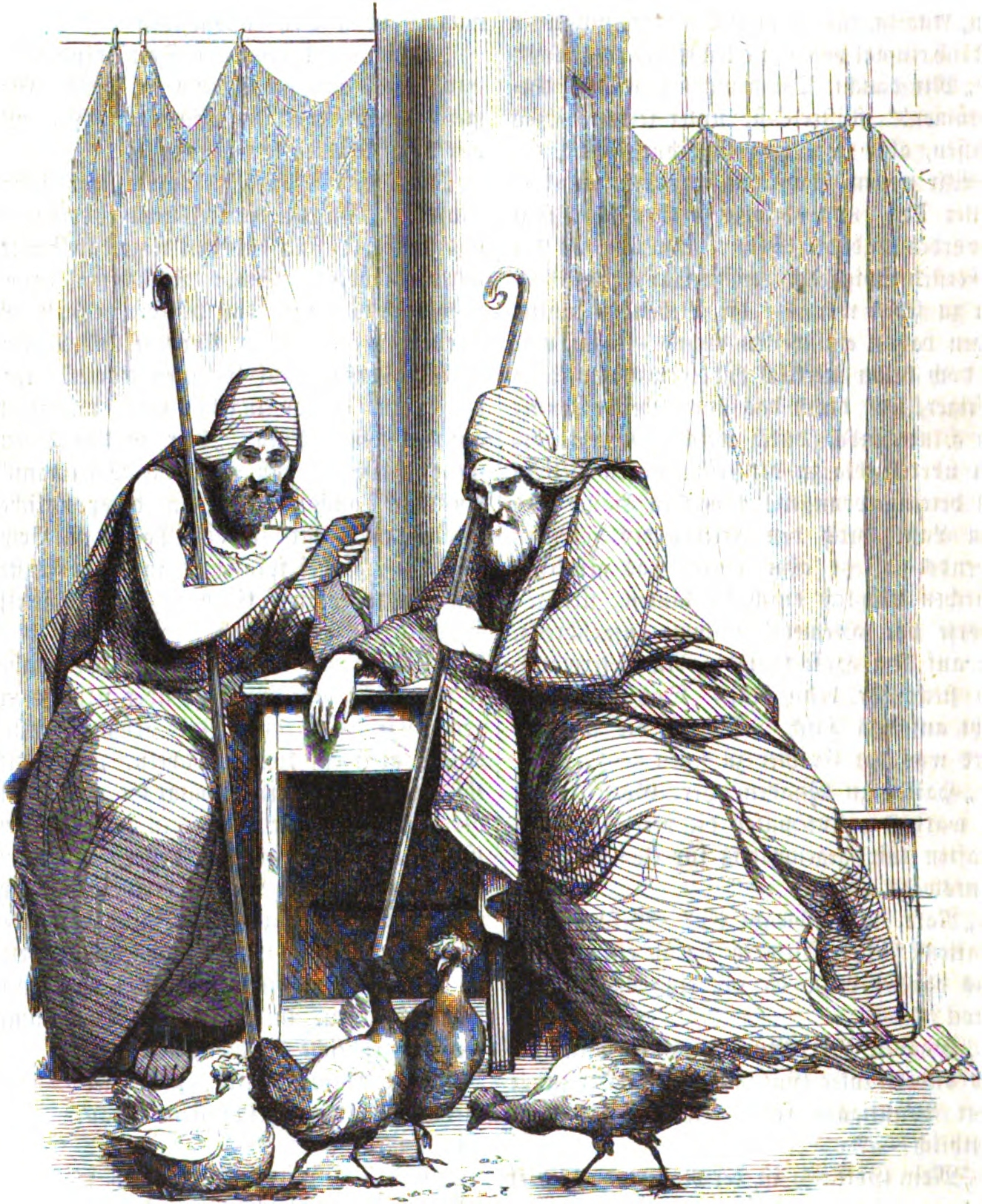
Römische Auguren bei der Beobachtung von Vögeln; Zeichnung aus Westermanns Monatsheften von 1863.

Der Augur ist im römischen Sinne kein Priester (sacerdos), also kein Beamter mit der Aufgabe, Opferzeremonien durchzuführen, sondern mit der Aufgabe anhand seiner Beobachtungen den Götterwillen zu erkunden. Allerdings konnte das Augurat von Priestern im Sinne einer Ämterkumulation übernommen werden. Das Zeichen der Auguren war ein Krummstab (lituus). Die Übertragung des Amts von einem Auguren auf seinen Nachfolger nannte man inauguratio; auch heute noch ist das Wort Inauguration für eine feierliche Amtseinführung in Gebrauch. Anders als im heutigen Sprachgebrauch bedeutete inauguratio nicht die Einführung in ein Amt, sondern war ein höchst selten gebrauchtes Wort im Sinn von Anfang.
Der Augur bezeichnete mit dem Krummstab einen viereckigen Bereich in der Natur, das sogenannte templum, der – manchmal auch nach Osten ausgerichtet – der Beobachtung diente. Hier übte der Augur die contemplatio aus, das heißt, er achtete auf die verschiedenen signa („Zeichen“). Unter den signa gab es zwei Hauptklassen, die auguria impetrativa („erbetene Zeichen“) und die auguria oblativa („ungünstige Zeichen“). Des Weiteren gab es fünf verschiedene Arten von Zeichen, von denen eines ex quadripedibus („von den Vierfüßern“) lautet, was darauf hinweist, dass die Beschränkung auf Vögel eine Engführung der späteren Zeit darstellt.
Die Auguren waren in einem Priesterkollegium organisiert, das angeblich von Romulus oder Numa Pompilius gegründet worden war. Anfangs bestand es stets aus drei Mitgliedern (je einem für jeden der ursprünglichen drei Tribus), später wurde die Personenstärke auf vier, dann auf sechs und spätestens mit der Lex Ogulnia auf neun erhöht. Seit Sulla gab es fünfzehn und seit Caesar sechzehn Auguren. In der Kaiserzeit erhielten die Herrscher das Recht, mehr Amtsträger zu ernennen als theoretisch vorgesehen, sodass die Zahl der Auguren noch einmal anstieg.
Ursprünglich war die Priesterschaft dazu da, eine Vermehrung der Ernte oder eine Mehrung des staatlichen Wohls zu erbitten. Später übernahmen die Funktion der Auguren die etruskischen Haruspices, die Leberdeuter. Aber auch in der römischen Kaiserzeit wurde der Titel gelegentlich noch von einzelnen Kaisern, wie zum Beispiel Vespasian, geführt (siehe Foto römische Münze).

## Wortherkunft
Der Wortstamm von Augur und Augurium wurde von manchen mit dem lateinischen augere („vermehren“) in Zusammenhang gebracht. Man verwies dabei auf ein angenommenes Fruchtbarkeits- und Vermehrungsritual in Verbindung mit dem Krummstab. In der Regel wird es jedoch auf eine Wortform avi-gur zurückgeführt, von der es auch bei antiken Autoren meist hergeleitet wurde. Während au-, antiken Erklärern folgend, ohne Probleme mit avis („Vogel“) wie in auspex (= avis-spex) zu verbinden ist, schwankte die Herleitung des zweiten Wortbestandteiles -gur. Sie wurde entweder mit garrire („schwatzen, plaudern, plappern“) oder mit gustus („das Kosten“), meist aber mit gerere („sich verhalten“) erklärt. Hierzu würden die bei Priscian genannten Formen auger und augeratus passen, die ebenfalls als avi-ger gefasst werden könnten. Günter Neumann führte -gur wie Sueton auf gustus zurück und verband es mit der indogermanischen Wurzel *geus- und der Bedeutung „prüfen, beurteilen“. Er übersetzte augur mit „Vogel-Prüfer“ und stellte es dem auspex, dem „Vogel-Betrachter“, gegenüber. Gleichwohl bleibt die Deutung des zweiten Wortbestandteils letztlich ungeklärt.

## Heutiger Sprachgebrauch
Noch heute wird im allgemeinen Sprachgebrauch im Zusammenhang mit Aussagen über mögliche zukünftige Entwicklungen von Auguren gesprochen. Ein Augurenlächeln bezeichnet im übertragenen Sinne das wissende Lächeln eines Eingeweihten, der um die Zukunft weiß. Der Ausdruck geht auf eine von Cicero überlieferte Äußerung des älteren Cato zurück, der sich allerdings nicht auf die Auguren, sondern auf die Haruspices (Eingeweideschauer) bezog:

„Vetus autem illud Catonis admodum scitum est, qui mirari se aiebat, quod non rideret haruspex, haruspicem cum vidisset.“

„Wohlbekannt ist der alte Spruch Catos, er wundere sich, dass ein Haruspex nicht lächle, wenn er einen anderen Haruspex sehe.“

Im Gegensatz zur heute üblichen Interpretation verwendet Cicero, der selbst Augur war, dieses Zitat allerdings ironisch innerhalb seiner Argumentation gegen die Glaubhaftigkeit der Wahrsagemöglichkeiten der Wahrsager. Das Lächeln beruht daher auf dem Wissen eines Eingeweihten, der weiß, dass er selbst und andere Auguren mit ihren Praktiken aus den beobachteten Anzeichen nicht eindeutig die Zukunft lesen können und die Wahrsagungen auch als politisches Instrument eingesetzt werden können.
Das italienische Wort augurio für „Glückwunsch“ leitet sich von augurium („Vorzeichen“) ab.